# Мовчан Андрій Сергійович
Андрій Сергійович Мовчан  (1980 року, с. Великі Осняки, Чернігівська область  — †20 лютого 2014, Київ, Україна) — громадський активіст, волонтер Євромайдану. Герой України.

## Біографія
Мешкав у Святошинському районі міста Києва неподалік від метро «Святошин». Після служби в армії закінчив у 2001 році Київське професійно-технічне училище № 17 за фахом помічник машиніста електропоїзда.
З 2001 року працював за фахом у мотовагонному депо Фастова. За словами його друга Олександра, який навчався з Андрієм а також працював з ним на залізниці «Андрій був надзвичайно зосередженим та справедливим. Справедливість та чесність були його найбільшим скарбом. Під час роботи дуже уважно ставився до своїх обов'язків. Андрій не знав, що таке брехня. Але бачив брехню навколо себе щодня. Колеги по роботі ставилися до нього по різному. Я гадаю, що саме на цій роботі, побачивши дуже багато бруду та брехні, побачивши несправедливе ставлення до тих людей, які мають світлі голови, жага до хабарів. Врешті Андрій не витримав такого ставлення та звільнився».
В 2002—2007 роках навчався в Київському інституті залізничного транспорту. Після залізниці Андрій знайшов себе у театрі.
Працював у Національному театрі ім. І. Франка майстром сцени.
Член Демократичного альянсу. Був волонтером на Майдані, розносив їжу на барикади.

## На Майдані
На Майдані Андрій був і в 2004 році, у 2013 році перебував з протестувальниками з першого дня, був у самообороні. Сестра Андрія чергувала на території Михайлівського собор як лікар-волонтер. Востаннє бачила брата о 5 ранку.
Приблизно з 9:00 до 10:00 Андрій пішов на барикади. О 10 ранку він повернувся до табору «ДемАльянсу» на Майдан. Подальші події невідомі. Після 11:00 Андрій перестав відповідати на телефонні дзвінки. В обід його знайшли розстріляним з кількома вогнепальними пораненнями.
Загинув 20 лютого від кульового поранення на барикадах. Проникаюче кульове поранення стегна, куля зачепила стегнову вену.
| У Михайлівському люди ходили по людях. Наступали на руки, думали, хоч би на обличчя не наступити. Найбільше було страшно, що тіло пропаде. Нам батюшка сказав, тіло або є, або нема... | — згадував побратим Андрія.

## Вшанування пам'яті
Тіло Андрія вшановували в театрі, на Майдані, далі провозили містом та до будинку, де він проживав. Він був кілька разів з акторами на гастролях у театрі Заньковецької у Львові. Увесь театр приїздив до Києва провести Андрія.
Тіло Андрія привозили до Чернігова на Красну площу у суботу, 22 лютого, щоб люди під час віче могли попрощатися з героєм, вшанувати його пам'ять. Ховали Андрія у неділю, 23 лютого, у селі Великі Осняки на Ріпкинщині, де зараз живе його мати Валентина Мовчан.
Коли труну з тілом Андрія Мовчана заносили на кладовище, люди кричали: «Герой!». А шлях до могили був устелений квітами.
У Києві на будівлі школи № 73 (Берестейський проспект, 86) та на будівлі Державного економіко-технологічного університету транспорту (вул. Івана Огієнка, 19), де навчався Андрій Мовчан, йому встановлені пам'ятні дошки.

В Чернігові існують вулиця та провулок Андрія Мовчана.

Дошка Андрію Мовчану на Берестейському проспекті, 86

### Нагороди
- Звання Герой України з удостоєнням ордена «Золота Зірка» (21 листопада 2014, посмертно) — за громадянську мужність, патріотизм, героїчне відстоювання конституційних засад демократії, прав і свобод людини, самовіддане служіння Українському народу, виявлені під час Революції гідності[2]
- Медаль «За жертовність і любов до України» (УПЦ КП, червень 2015) (посмертно)[3]